# 第十郡
第十郡是越南胡志明市下辖的一个郡。面积6平方公里，2019年总人口234000人。

## 地理
第十郡北接新平郡，南接第五郡，东接第三郡，西接第十一郡。

## 历史
1976年5月20日，西贡-嘉定市革命人民委员会重新划分第十郡下辖各坊为第一坊、第二坊、第三坊、第四坊、第五坊、第六坊、第七坊、第八坊、第九坊、第十坊、第十一坊、第十二坊、第十三坊、第十四坊、第十五坊、第十六坊、第十七坊、第十八坊、第十九坊、第二十坊、第二十一坊、第二十二坊、第二十三坊、第二十四坊、第二十五坊25坊。
1976年7月2日，越南正式统一，西贡-嘉定市更名为胡志明市。第十郡随之划归胡志明市管辖。
1979年2月17日，第十三坊并入第十二坊和第十四坊，第十坊并入第九坊和第十五坊，第十八坊并入第十六坊和第十九坊。
1981年9月12日，第十七坊并入第十一坊，第四坊并入第三坊、第七坊和第八坊，第二十二坊并入第二十一坊、第二十三坊和第二十四坊。
1987年2月14日，撤销原20坊，原第五坊更名为第一坊，原第二坊和原第三坊合并为第二坊，原第一坊更名为第三坊，原第八坊部分区域和原第九坊合并为第四坊，原第八坊剩余区域和原第七坊合并为第九坊，原第十五坊更名为第五坊，原第十六坊更名为第六坊，原第十九坊更名为第七坊，原第十一坊更名为第八坊，原第十二坊更名为第十坊，原第十四坊更名为第十一坊，原第二十一坊更名为第十二坊，原第二十四坊部分区域和原第二十三坊合并为第十三坊，原第二十四坊剩余区域和原第二十五坊合并为第十五坊，原第二十坊更名为第十四坊。
2020年12月9日，第三坊并入第二坊。
2024年11月14日，越南国会常务委员会通过决议，自2025年1月1日起，第七坊并入第六坊，第五坊并入第八坊，第十一坊并入第十坊。

## 行政区划
第十郡下辖11坊，郡人民委员会位于第十四坊。
- 第一坊（Phường 1）
- 第二坊（Phường 2）
- 第四坊（Phường 4）
- 第六坊（Phường 6）
- 第八坊（Phường 8）
- 第九坊（Phường 9）
- 第十坊（Phường 10）
- 第十二坊（Phường 12）
- 第十三坊（Phường 13）
- 第十四坊（Phường 14）
- 第十五坊（Phường 15）